# Folketingsvalget 1895
Der blev afholdt Folketingsvalg 9. april 1895.
| Parti                | Leder          | Stemmer i alt | Procent | Mandater | +/-   |       |
| -------------------- | -------------- | ------------- | ------- | -------- | ----- | ----- |
| Folketingets Venstre |                | 89,530        | 40.5%   | 53       | +24   |       |
| Moderate Venstre     |                | 42,635        | 19.4%   | 27       | -12   |       |
| Højre                |                | 64,395        | 28.8%   | 25       | -6    |       |
| Socialdemokratiet    |                | 24,510        | 11.3%   | 8        | +6    |       |
| Andre Partier        |                | ?             |         | 1        |       |       |
| I alt                | I alt          |               |         | 114      |       |       |
| Valgdeltagelse       | Valgdeltagelse | 59.9%         | 59.9%   | 59.9%    | 59.9% | 59.9% |